# Dusona watertoni
Dusona watertoni là một loài tò vò trong họ Ichneumonidae.